# Pilotrichum husnotii
Pilotrichum husnotii là một loài rêu trong họ Pilotrichaceae. Loài này được Schimp. ex Besch. mô tả khoa học đầu tiên năm 1876.